# Faux, Dordogne
Faux är en kommun i departementet Dordogne i regionen Nouvelle-Aquitaine i sydvästra Frankrike. Kommunen ligger i kantonen Issigeac som tillhör arrondissementet Bergerac. År 2022 hade Faux 669 invånare.

## Befolkningsutveckling
Antalet invånare i kommunen Faux
Referens:INSEE